# Liste der Universitäten in Libyen
Die Liste der Universitäten und Hochschulen in Libyen gibt einen Überblick über die Universitäten und Hochschulen im nordafrikanischen Libyen.

## Universitäten in Libyen
- Universität Tripolis (al-Fateh-Universität), Tripolis (gegr. 1955 als Teil der “Universität von Libyen”, selbständig 1973)
- Universität Bengasi (Garjunis-Universität), Bengasi (gegr. 1955 als Teil der “Universität von Libyen”, selbständig 1973)

- Umar-al-Muchtar-Universität, al-Baida
- Universität az-Zawiya, az-Zawiya
- Universität Misrata (Universität des 7. Oktober), Misrata
- al-Tahadi-Universität, Sirte
- Universität Sabha, Sabha

## Hochschulen
- Höheres Institut für Computertechnologie, Tripolis (gegr. 1990, HICT)
- Höheres Institut für Industrielle Technologie, Tripolis
- Akademie für Höhere Studien, Tripolis
- Libysche Internationale Medizin-Universität, Bengazi (gegr. 2007, privat)
- Hochschule für Maschinenbau und Elektrotechnik, Hoon